# Echium lemsii
Echium lemsii är en strävbladig växtart som beskrevs av Günther W.H. Kunkel. Echium lemsii ingår i släktet snokörter, och familjen strävbladiga växter. Inga underarter finns listade i Catalogue of Life.